# Железница (приток Холохольни)
Железница — река в России, протекает в Тульской области. Правый приток Холохольни.

## География
Река берёт начало у села Белый Колодезь Арсеньевского района, где на ней образован пруд. Течёт на север по открытой местности. Устье реки находится в 23 км по правому берегу реки Холохольня. Длина реки составляет 11 км.

## Данные водного реестра
По данным государственного водного реестра России относится к Окскому бассейновому округу, водохозяйственный участок реки — Упа от истока и до устья, речной подбассейн реки — Бассейны притоков Оки до впадения Мокши. Речной бассейн реки — Ока.
Код объекта в государственном водном реестре — 09010100312110000019427.